# Lipophilie
Eine Substanz wird als lipophil (von griech. „Fett liebend“, aus λίπος lípos „Fett“ und φίλος philos „liebend“, „Freund“) bezeichnet, wenn sie sich gut in Fetten und Ölen lösen lässt oder ihrerseits Fette und Öle gut lösen kann. Beispiele für lipophile Substanzen sind Erdöl sowie biogene Öle und Fette. Nach IUPAC-Definition ist die Lipophilie die Affinität eines Stoffes oder Moleküls zu einer lipophilen Umgebung.

## Eigenschaften
Lipophile Substanzen sind oft gleichzeitig hydrophob (wasserunlöslich), d. h. Wasser abstoßend. Lipophilie ist jedoch nicht mit Hydrophobie gleichzusetzen. Manche Stoffe sind gleichzeitig hydrophob und lipophob, z. B. Fluorcarbone, Silikone und manche ionische Flüssigkeiten wie z. B. BMIIm, welche in der Regel weder wasser- noch fettlöslich sind. Substanzen, die lipophil und hydrophil sind, bezeichnet man als amphiphil, so z. B. einige Alkohole. Das Gegenteil der Lipophilie ist Lipophobie. Der Oktanol-Wasser-Verteilungskoeffizient ist ein Maß für die Lipophilie. Der HLB-Wert ist ein Maß für die hydro- und lipophilen Eigenschaften eines Moleküls. Tenside besitzen lipophile und hydrophile Molekülbereiche.
Hydrophobe Stoffe stoßen in Wirklichkeit kein Wasser ab. Es ist vielmehr so, dass sich wasserunlösliche Stoffe, wie zum Beispiel Fette, in einem sehr „geordneten Zustand“ befinden. Prinzipiell können die kleinen Wassermoleküle mit den großen Fettmolekülen in Wechselwirkung treten, um aber Fette lösen zu können, müssten sich die beweglichen Wassermoleküle an den Fettmolekülen sehr geordnet ausrichten. Diese Ausrichtung ist bei einer Flüssigkeit sehr unwahrscheinlich und damit wird sie von den Molekülen auch nicht realisiert. Die Unlöslichkeit von Wasser in Fett und umgekehrt ist somit ein Effekt, der auf die Entropie zurückzuführen ist. Geschlossene Systeme streben an, ihre Entropie zu maximieren. Eine hohe Entropie entspricht hier einem hohen Maß an Unordnung (siehe auch Thermodynamik und statistische Mechanik).
Viele Aromastoffe und Vitamine sind lipophil, weshalb man Fett auch als Geschmacksträger bezeichnet, der in Form von Butter oder dem „Schuss Sahne“ den Geschmack einer Speise oft verstärkt. Darüber hinaus können Öle und Fette die Aufnahme und Verwertung von Vitaminen verbessern. Ein gutes Beispiel dafür sind die Carotine als wichtige Vorstufe des Vitamin-A-Stoffwechsels.
Auch Diamant ist lipophil und zugleich hydrophob. Diese Eigenschaft wird in Diamantminen zu Nutze gemacht, um wertloses taubes Gestein von Diamant zu trennen. Dabei wird der diamanthaltige Schotter mit Wasser vermischt und dann über mit Vaseline bestrichene Flächen gespült. Der Wasserfilm auf dem nassen Taubgestein verhindert, dass das Taubgestein auf der Vaseline anhaftet. Die Diamanten hingegen werden vom Wasser kaum benetzt und haften auf der Vaseline, von wo sie regelmäßig entfernt werden. Aufgrund desselben Prinzips neigt Diamantschmuck mehr als andere Edelsteine dazu, sich nach kurzer Tragedauer mit dem Hautfett zu verunreinigen, was mit Seifenlösung leicht zu entfernen ist.